# Shakhban Magomedaliyev
Shakhban Shamilovich Magomedaliyev (tiếng Nga: Шахбан Шамилович Магомедалиев; sinh ngày 23 tháng 9 năm 1996) là một cầu thủ bóng đá người Nga thi đấu cho F.K. Spartak Kostroma.

## Sự nghiệp câu lạc bộ
Anh có màn ra mắt tại Giải bóng đá chuyên nghiệp quốc gia Nga cho F.K. Spartak Kostroma vào ngày 17 tháng 9 năm 2016 trong trận đấu với F.K. Dynamo Sankt Peterburg.